# Zgornja Bela, Koroška
Zgornja Bela (nemško Obervellach) je naselje v Občini Zgornja Bela v Okraju Špital ob Dravi  na Koroškem v Avstriji.